# 見道
見道，又稱見諦道、見諦，佛教術語，為修行位階之一，由說一切有部提出。是以無漏智來觀察四聖諦之後得到的成果，經由修行順決擇分而成。見道、修道與無學道，為進入涅槃的三個位階；見道位之後，就進入修道位，相當於四向四果中從須陀洹果至阿羅漢向；阿羅漢果即無學位。瑜伽行派則以資糧道、加行道、見道、修道與無學道合稱。

## 概論
見道的方法，是現觀四聖諦，斷見所斷隨眠煩惱；根據修行者本身的狀況，可分為隨信行（梵文：śraddhānusārin）與隨法行（梵文：dharmānusārin）二者，離凡夫地，入「正性決定」（梵語：samyaktva-niyata、samyaktva-niyāma；巴利語：sammatta-niyata、sammatta-niyāma），或稱入「正性離生」（梵語：samyaktva-niyāma；巴利語：sammatta-niyāma），尚未得須陀洹果。若未得須陀洹而中間不死，必得須陀洹果。見道時要斷除的煩惱，也稱為見惑。

## 各派見解
《阿含經》有二十七賢聖，見道則脫離凡夫而入賢聖。

### 說一切有部
說一切有部《大毗婆沙論》，將人分為凡夫和對應四沙門果的七聖者，凡夫可有三種善根：順福分、順解脫分和順決擇分。順決擇分中有四法：煖（梵語：ūṣman）、頂（梵語：mūrdhan）、忍（梵語：kṣānti）、世第一法（梵語：laukikā agra-dharma），有關學說是《發智論》最重要的理論貢獻之一。
從世第一法，入苦法智忍，就名為入「正性離生」，八智八忍的十六心中，前十五心為見道位，特稱見道十五心，而第十六心屬修道位，亦有異說「十六心皆是見道」。對於次第證者而言，「見道位」就是預流向，而預流果，一來向、果，不還向、果，阿羅漢向，這六個階位稱為「修道位」。見道位與修道位屬於有學位，最後阿羅漢果屬於無學位。
對凡夫位之超越證者而言，以世俗道修有漏之六行觀，已斷除修惑之一部份，故隨其斷惑程度，可於第十六心證得預流果、一來果或不還果之一。修道，則指以上之果位乃至阿羅漢向之間之階段。
漢傳佛教傳統判教理論，總結一切有部學說，在其七聖位之前立七賢位，依次為合稱「三賢位」（外凡位）的五停心觀、別相念住、總相念住，及合稱「四加行位」（內凡位）的煖法等四善根；也稱七加行，即是進入聖位之前的加行位。
說一切有部以四念處是初業地，四正勤是煖位，四如意足是頂位，五根是忍位，五力是世第一法，八正道是見道位，七覺支是修道位。

### 犢子部
《異部宗輪論》记载犢子部宗義：「即忍、名（梵語：nāma）、相（梵語：nimitta）、世第一法，名能趣入正性離生。若已得入正性離生，十二心頃說名行向，第十三心說名住果。」。
犢子部說「世第一法」後而入見道，立十二心見道說，即四諦各有三心，每一諦皆具有法智、法忍、類智三心，於十二心為預流向。第十三心住果，或說此為道類智第二念相續心，或說為總觀四諦心，從此進入預流果，故第十三心以後為「修道位」。
婆藪跋摩的《四諦論》引用犢子部「忍、名、相、世第一法」之說，並稱：四念處觀是「發行位」。「發行位」之後是「決了位」，其中四正勤名忍位，四如意足是名位，五根名相位，五力名第一法位，此四通攝屬「決了位」，在見道之前。八聖道為見（道）位。七覺分是修（道）位。

### 經量部
經量部《成實論》認為，八智八忍的十六心，不名得道，立滅三心得道說。
經量部論師室利邏多上座，立聖定忍八心見道，出入於說一切有部，及大眾、分別說部，自成一說。

### 大眾部及分別論者
相對於說一切有部等所立「漸現觀」，大眾部和分別論者立「頓現觀」。大眾部立「以一剎那現觀邊智，遍知四諦諸相差別」，化地部立「於四聖諦一時現觀，見苦諦時能見諸諦，要已見者能如是見」，赤銅鍱部立「一剎那一智分别四諦」。
大眾部認為「第八地中亦得久住」，其住預流向的時間可長於說一切有部所說十五心。說一切有部學說，在見道時，「世第一法唯一念現前」而入「正性離生」，大眾部和分別論者某部《舍利弗阿毘曇論》等，在見道之前，立相似相續之「世第一法」為「種性地法」。南傳上座部《清淨道論》在緊鄰見道位之前立「種姓智」。
窺基按「現觀智諦現觀」頓斷見所斷煩惱，來解釋大眾部的頓現觀，並將其與緊隨其後的「現觀邊智諦現觀」，合稱四心觀。

### 南傳上座部
南傳上座部《清淨道論》，立七清淨之說，即戒清淨、心清淨、見清淨、度疑清淨、道非道清淨、行道智見清淨、智見清淨。
在談論定學的「心清淨」，蒐羅了十遍處、十不淨、十隨念、四無量心、食厭想、界分別、四無色定，一共四十種業處。此階段相當於說一切有部的「三賢位」中最初位的五停心觀。
從「見清淨」到「智見清淨」，覺音尊者分為十六觀智（巴利語：Vipassanā-ñāṇa），當到達越過第十一智「行捨智」的階段，以滅為所緣，一旦「道智」生起，就能於同一剎那現觀四諦，進入「智見清淨」的位階。
《清淨道論》認為在「行道智見清淨」之前是屬於「異生位」，而見道位、修道位是在「智見清淨」；而有談到七清淨的北傳論典（如《成實論》、《瑜伽師地論》）則認為戒清淨與心清淨是位於「異生位」、見清淨、度疑清淨與道非道清淨是「見道位」，而行道智見清淨、和智見清淨則為「修道位」。

## 學術研究
印順法師認為，說一切有系諸部，說見諦要從見苦諦開始，所以是「見苦得道」；大眾部及上座部系分別說部各派，都說一心見道，屬於「見滅得道」，與大乘佛教的「無生法忍」血脈相通。
《大智度論》記載，聲聞性地为四加行，菩薩有共十地，在此基礎上，印順法師稱，對大眾分別說系乃至赤銅鍱部，「正性離生」是見道之前的「法住」位，意義相近於十地中的性地，故而類似聲聞四加行中的頂位，法住位者雖未見道，卻已經超越了凡夫。